# Devadasi

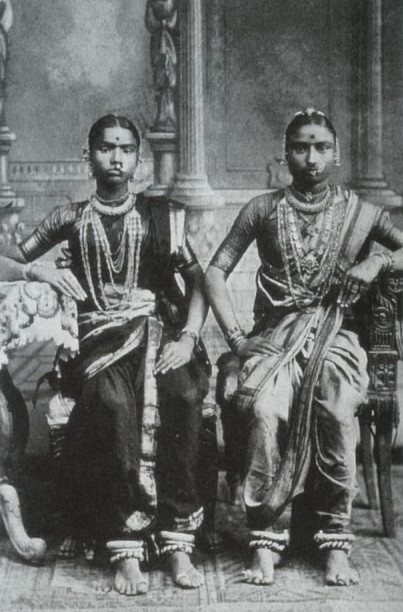
Fotografie din 1920 cu două devadasi în Tamil Nadu, India de sud

Devadasi (în sanscrită देवदासी, transliterat: Devadasi – „slujitoarele zeițelor”) au fost dansatoarele indiene din temple, care executau dansuri rituale la ceremoniile religioase hinduiste, spre deosebire de alte dansatoare numite nacine (rătăcitoare), care colindau țara dansând la serbările lumești. 
Devadasi aparțineau propriei lor caste care perpetuau arta milenară a dansului inclusiv dansurile tradiționale artistice indiene bharatanatyam, mohiniyattam, kuchipudi și odissi, castă care ajunsese la destrămare odată cu prăbușirea sistemului lor, din toate rămânând doar dansurile care nu s-au pierdut. Statutul lor social era ridicat, deoarece dansul și muzica erau o parte esențială a cultului la templu.
Între secolele al VI-lea și al XIII-lea, devadasi aveau un rang și demnitate înalte în societate și erau excepțional de înstăriți, deoarece erau văzuți ca protectori ai artelor. În această perioadă, patronii regali le-au oferit cadouri de pământuri, proprietăți și bijuterii. După ce au devenit devadasi, femeile își petreceau timpul învățând rituri, ritualuri și dansuri religioase. Era de așteptat ca devadasi să trăiască o viață de celibat, cu toate acestea, au existat cazuri de excepții.

## Istoric
Destinați inițial slujirii divinității, fetele erau luate din familiile lor, uneori foarte tinere, pentru a primi o educație atentă în timpul unei inițieri, numită bottukatal, care putea dura foarte mult timp și pe parcursul căreia învățau în special să stăpânească dansul (acestea erau practicile de dans care au servit drept model pentru Bharata Natyam, dansul clasic al Indiei de Sud), urmând învățăturile unui Natuvanar sau maestru de dans, precum și limbile kannada, tamilă și sanscrită, limba textelor sacre. Unele temple importante, precum Templul Brihadeeswarar din Thanjavur, au găzduit câteva sute de devadasi care au contribuit la reputația sa.
Li s-a permis să danseze în fața zeității numai după ce au trecut de ceremonia arangetramului, în urma căreia li sa permis să poarte un colier de aur și au primit titlul de Talaikole.
Ele au fost în mod tradițional clasificate în șapte categorii:

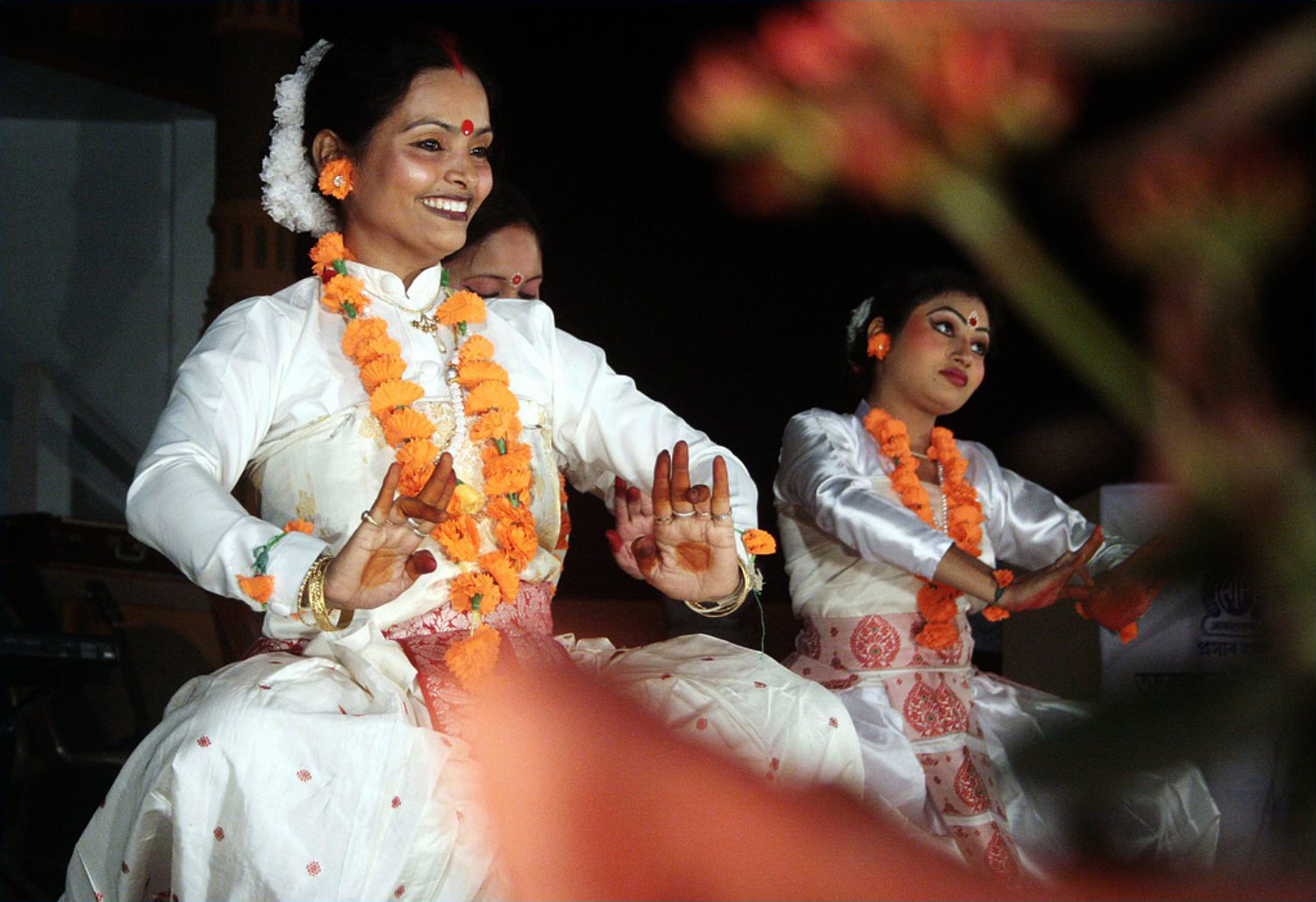
Devdasi Nritya, realizat de artiste la programul cultural organizat de All India Radio Nagaon

- Datta: cele care aleseseră să se dedice templului;
- Vikrita: cele care au fost vândute templului;
- Bhritya: cele care s-au consacrat templului în urma unui jurământ;
- Bhakta: cele care au dansat din pur devotament (bhakti) față de zeitate;
- Hrita: cele care, ca orfane, au fost încredințate templului;
- Alankara: cele care erau curtezane au fost oferite cu zestre templului de către un rajah;
- Gopika: cele care au fost dansatoare după tradiția familiei.

Devadasi se bucurau teoretic de o poziție avantajoasă, primeau o recompensă în timpul pregătirii, apoi beneficiau de anumite privilegii și întrețineau relații sexuale cu „favoritul” lor, primind din întreaga comunitate cadouri, donații, ofrande în bani (în ierarhia hindusă, în ceea ce privește locul femeii, cel al devadasi a fost întotdeauna cel mai favorabil). Cu toate acestea, de-a lungul timpului, statutul lor a suferit o evoluție care le-a transformat în prostituate fără considerație socială.
Primul sens al cuvântului baiaderă, provenind din portugheză „bailadeira”, este sinonim cu devadasi.